# Evangelos Chrysos

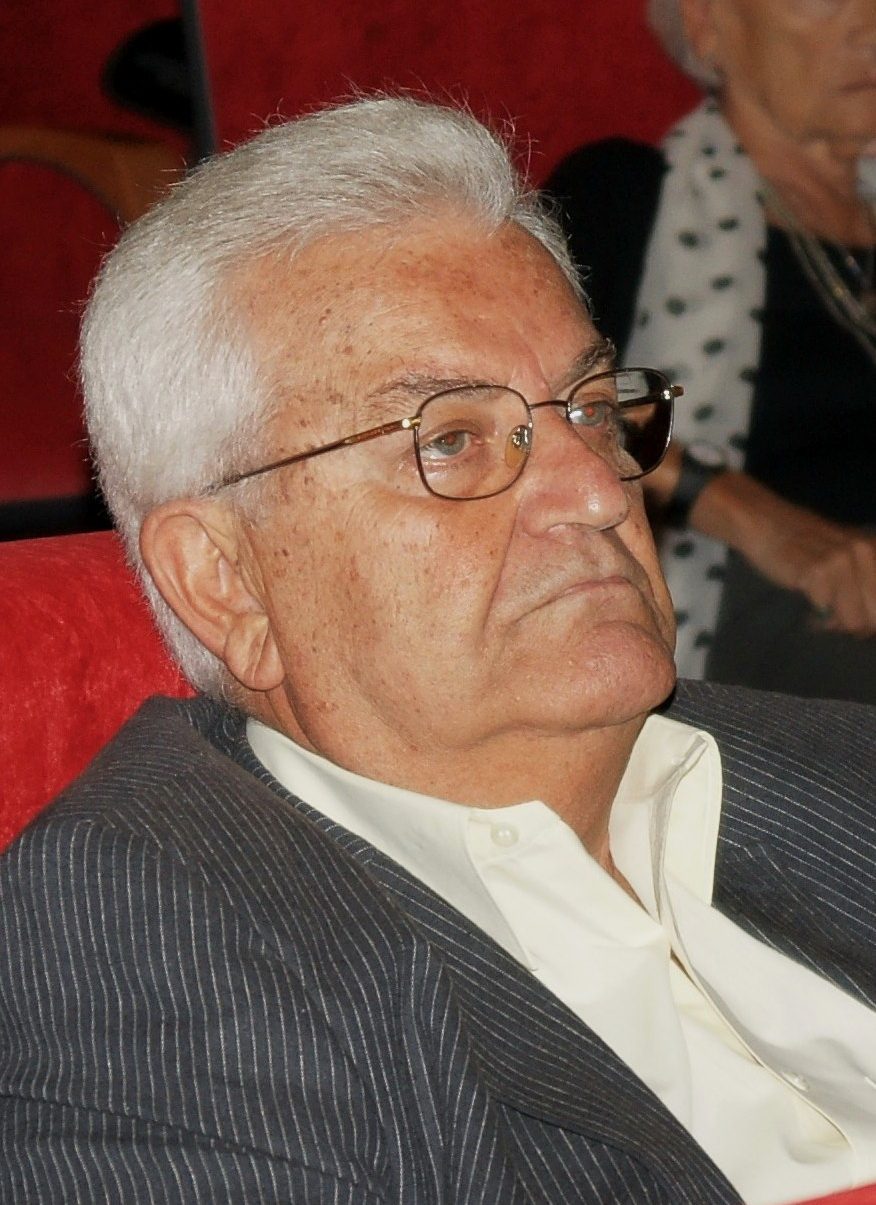
Evangelos Chrysos im Jahr 2009

Evangelos Chrysos (griechisch Ευάγγελος Κωνσταντίνου Χρυσός, * 28. April 1938 in Thessaloniki) ist ein griechischer Byzantinist.

## Leben
Chrysos studierte römische und byzantinische Geschichte von 1956 bis 1960 an der Universität Thessaloniki sowie von 1960 bis 1963 an der Universität Bonn und wurde dort 1963 an der philosophischen Fakultät promoviert. Von 1964 bis 1970 war er in Bonn Assistent in römischer und byzantinischer Geschichte und wurde 1969 auch in Kirchengeschichte an der theologischen Fakultät der Universität Thessaloniki promoviert. Von 1970 bis 1976 war er stellvertretender Direktor des dortigen Patriarchatsinstituts für Patristische Studien (Πατριαρχικόν Ἵδρυμα Πατερικῶν Μελετῶν) und von 1974 an zugleich Dozent an der Universität Ioannina. Dort wurde er 1977 zum außerordentlichen und 1981 zum ordentlichen Professor ernannt. 1996 wechselte er als Ordinarius an die Universität Zypern, 2000 als Ordinarius für Byzantinische Geschichte an die Universität Athen. Dort wurde er 2005 emeritiert. Von 2000 bis 2005 war er zugleich Direktor des Instituts für Byzantinische Studien des Nationalen Hellenischen Forschungszentrums (Εθνικό Ίδρυμα Ερευνών). Von 2001 bis 2011 war er Generalsekretär der Association Internationale des Études Byzantines, von 2005 bis 2012 Generalsekretär der Stiftung für Parlamentarismus und Demokratie des Griechischen Parlaments (Ίδρυμα της Βουλής των Ελλήνων για τον Κοινοβουλευτισμό και τη Δημοκρατία).

## Forschungsschwerpunkte
Chrysos hat vor allem zur Geschichte der Diplomatie und der internationalen Beziehungen des byzantinischen Reiches gearbeitet, aber auch zur byzantinischen Verwaltungsorganisation und zur Geschichte der politischen Ideen. Die byzantinische Diplomatie zog Chrysos zufolge die Nachbarn auf drei Ebenen in ihr Netzwerk: Zunächst wurden neue Herrscher in der Familie der Herrscher willkommen geheißen, dann fand eine Assimilation byzantinischer Werte und Haltungen statt und schließlich wurde dieser Prozess auf der Ebene der Gesetzgebung formalisiert.

## Auszeichnungen
- Korrespondierendes Mitglied der Österreichischen Akademie der Wissenschaften
- Archon notarios (Άρχων νοτάριος) des Ökumenischen Patriarchats (1987)
- Gregoriusorden
- Bundesverdienstkreuz 1. Klasse (18. Dezember 2009)[1]

## Schriften (Auswahl)
Ein vollständiges Schriftenverzeichnis findet sich in: Taxiarchis G. Kolias, Konstantinos G. Pitsakis (Hg.), AUREUS. Τόμος αφιερωμέμος στον καθηγητή Ευάγγελο Κ. Χρυσό. National Hellenic Research Foundation, Institute of Historical Research, Section of Byzantine Research, Athen 2014, S. XXI–XXX. – („AUREUS. Festschrift für Professor Evangelos K. Chrysos“)
- Die Bischofslisten des V. Ökumenischen Konzils (553) (= Antiquitas Reihe 1: Abhandlungen zur alten Geschichte Bd. 14). Habelt, Bonn 1966 (= Dissertation Bonn 1963). (Online)
- H εκκλησιαστική πολιτική του Iουστινιανού κατά τον έριν περί τα Tρία Kεφάλαια και την E ́ Oικουμενικήν Σύνοδον. Thessaloniki 1969 (Aνάλεκτα Bλατάδων 3; = Dissertation Thessaloniki 1969). – („Die Kirchenpolitik Justinians während des Dreikapitelstreits und des fünften Ökumenischen Konzils“)
- Tο Bυζάντιον και οι Γότθοι. Συμβολή εις την εξωτερικήν πολιτικήν του Bυζαντίου κατά τον δ ́ αιώνα. Thessaloniki 1972 (Δημοσιεύματα Iδρύματος Mελετών Xερσονήσου του Aίμου, 130). – („Byzanz und die Goten. Beitrag zur Außenpolitik von Byzanz im 4. Jahrhundert“)
- mit Andreas Schwarcz (Hg.): Das Reich und die Barbaren (= Veröffentlichungen des Instituts für Österreichische Geschichtsforschung. Bd. 29). Böhlau, Wien u. a. 1988
- als Herausgeber: Studien zur Geschichte der römischen Spätantike. Festgabe für Professor Johannes Straub. Pelasgos-Verlag, Athen 1989.
- mit Dimitrios Letsios, Heinz A. Richter, Reinhard Stupperich (Hg.): Griechenland und das Meer. Beiträge eines Symposions in Frankfurt im Dezember 1996 (= Peleus. Studien zur Archäologie und Geschichte Griechenlands und Zyperns. Bd. 4). Bibliopolis, Mannheim 1999, darin: Griechenland und das Meer, S. 11–13, (Inhaltsverzeichnis und Beitrag von Chrysos).
- mit Ian Wood (Hg.): East and west: modes of communication. Proceedings of the first plenary conference at Merida (= The transformation of the Roman world. Bd. 5). Brill, Leiden u. a. 1999, (Auszüge online).
- L’impero bizantino. Dalla morte di Giustiniano I alla morte di Basilio II (565–1025). Mailand 2002.
  - Französische Übersetzung: L’Empire byzantin 565–1025. Mailand 2004 (Encyclopédie de la Méditerranée).
- mit Wolfgang Schultheiss (Hrsg.): Meilensteine deutsch-griechischer Beziehungen. [Beiträge eines deutsch-griechischen Symposiums am 16. und 17. April 2010 in Athen]. LIT, Berlin 2010, ISBN 978-3-643-10902-6.